# Ectropis fulvitincta
Ectropis fulvitincta är en fjärilsart som beskrevs av W. Warren 1904. Ectropis fulvitincta ingår i släktet Ectropis och familjen mätare. Inga underarter finns listade i Catalogue of Life.